# Marta García Rincón

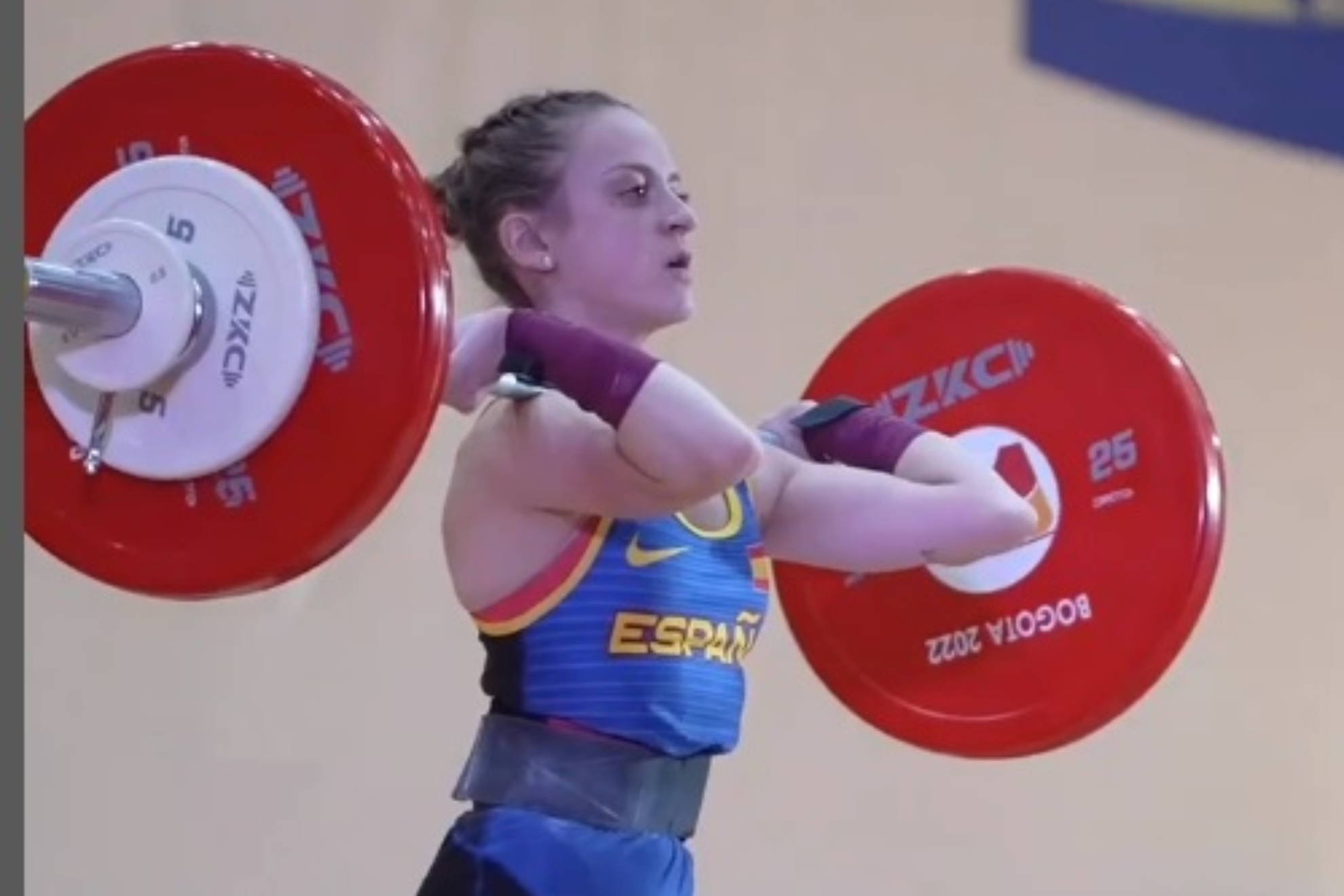
Marta García Rincón

Marta García Rincón (28 de junio de 2003) es una deportista española que compite en halterofilia. Ganó tres medallas en el Campeonato Europeo de Halterofilia entre los años 2023 y 2025, en la categoría de 45 kg.Además, tiene 2 hermanas, Laura de 20 años que sigue su ejemplo y Cristina de 14 que se dedica a la danza.

## Palmarés internacional
| Campeonato Europeo | Campeonato Europeo  | Campeonato Europeo | Campeonato Europeo |
| Año                | Lugar               | Medalla            | Categoría          |
| ------------------ | ------------------- | ------------------ | ------------------ |
| 2023               | Ereván (Armenia)    | Medalla de bronce  | 45 kg              |
| 2024               | Sofía (Bulgaria)    | Medalla de bronce  | 45 kg              |
| 2025               | Chisináu (Moldavia) | Medalla de plata   | 45 kg              |